# Bratři a sestry (seriál)
Bratři a sestry (v anglickém originále Brothers & Sisters) je americký televizní seriál z prostředí rodinného drama natáčený v letech 2006–2011, zaměřující se na členy rodiny Walkerů a jejich životy v Pasadeně v Kalifornii.
Obsazení seriálu zahrnuje řadu oceněných či nominovaných známých herců, mj. Sally Fieldová (která za své výkony v seriálu obdržela dvakrát cenu Emmy a jednou cenu SAG) a Rachel Griffiths (dvě nominace na cenu Emmy a další dvě nominace na Zlatý glóbus).
Americká premiéra prvního dílu úvodní série proběhla 24. září 2006 na stanici ABC. 8. května 2011 byl odvysílán poslední díl závěrečné páté série a o tři dny později, 11. května bylo oznámeno, že se ABC rozhodla nepokračovat v dalším natáčení seriálu.
V Česku je seriál opakovaně vysílán na kabelové stanici Universal Channel a od 10. září 2011 jej do svého programu zařadila také Česká televize.

## Základní charakteristika seriálu
Stodevítidílný seriál Bratři a sestry se točí kolem života a problémů rodiny Walkerů z vyšší vrstvy, které nastaly nejen po smrti jejich otce a do té doby pomyslného vůdce klanu Walkerů Williama Walkera, zakladatele rodinné ovocnářské a vinařské společnosti Ojai Food & Co.. Hlavními členy rodiny jsou: Nora Walkerová (Sally Fieldová), vdova po Williamovi, která se musí vypořádat s četnými tajemstvími, jež jí manžel před smrtí tajil (nevěra, obchodní problémy...), a její děti Sarah (Rachel Griffiths) s Tommym (Balthazar Getty), kteří se přes veškeré osobní i pracovní neshody snaží společně vést rodinnou firmu i svůj soukromý život, dále Kitty (Calista Flockhart), svobodomyslná dcera, Kevin (Matthew Rhys), homosexuální právník, a nejmladší sourozenec Justin (Dave Annable), právě navrácený drogově závislý dobrovolník války v Iráku. Rodinu dále doplňuje Nořin starší bratr - strýček Saul Holden (Ron Rifkin) a pomyslně v ní přebývá bývalá milenka zesnulého Williama Walkera Holly Harperová (Patricia Wettig).
Zápletky a dějové zvraty se obvykle zaobírají romantickými vztahy a aférkami, záležitostmi spojenými s problémy v rodinné firmě a celkově v kariérách jednotlivých členů, a samozřejmě vztahy mezi sourozenci a navzájem vztahy mezi lidmi. Většina těchto zvratů vyústí díky úsilí Walkerů v hlubší posílení rodiny a zlepšení vzájemných vztahů.

## Postavy a obsazení

### Hlavní postavy
| Sally Fieldová    | Nora Walkerová – matka sourozenců Walkerových, manželka zesnulého Williama Walkera. Žena v domácnosti, pravá hlava rodiny, oddaná a statečná, nesmlouvavá s vlastními vyhraněnými názory. Přes veškeré nesnáze, které ji i její okolí postihují, vždy dokáže udržet rodinu pohromadě. Výskyt: série 1-5 hlavní postava |
| Rachel Griffiths  | Sarah Walkerová – nejstarší z Walkerovic sourozenců, dcera Nory Walkerové a Nicka Brodyho (do 5. série ovšem žije v domnění, že jejím otcem je William Walker). Po Williamově smrti se stává výkonnou ředitelkou rodinné firmy Ojai Foods & Co. (kde ustojí psychicky i fyzicky náročnou finanční krizi), ze které později odchází do společnosti Greenotopia, ale posléze se sem opět vrací. Jako vytížená obchodnice a zároveň matka dvou dětí často svádí pomyslný boj s životem matky,manželky a se svou kariérou. Manželka Joea Whedona, se kterým má dvě malé děti - dceru Page a syna Coopera -, a se kterým se ve 2. sérii rozvádí. Ve 4. sérii se seznámí se záhadným Francouzem Lucem Laurentem, jehož si v závěrečném díle seriálu vezme. Jako nejstarší ze sourozenců hraje v seriálu důležitou roli a je nejvíce obezřetná. Žena s prestižním vzděláním, liberální demokratka, často vede úvahy o tom, že je její život poněkud zbytečný, a musí často obtížně koexistovat s milenkou svého domnělého otce, Holly Harperovou, a její dcerou Rebeccou, která jí svéde manžela a zapříčiní tak Sařin rozvod s Joem. Výskyt: série 1-5 hlavní postava |
| Calista Flockhart | Kitty Walkerová – v pořadí čtvrtá nejstarší ze sourozenců. Svobodomyslná a kontroverzní, pracuje v politice, je republikánka. Za manžela pojme v 1. sérii senátora Roberta McCallistera, se kterým si - v domnění Kittiny neplodnosti - adoptují černošského chlapečka Evana. Po Robertově smrti v 5. sérii se začne scházet s mladým studentem Sethem Whitleym, se kterým nakonec nečekaně otěhotní (v závěrečném dílo seriálu). Pro své především politické názory vede často spory s matkou Norou, ze začátku 1. série je jejich vztah velmi napjatý. Ze všech sourozenců si nejlépe rozumí s nejmladším bratrem Justinem, který na její přání odchází jako dobrovolník do Iráku. Výskyt: série 1-5 hlavní postava |
| Balthazar Getty   | Tommy Walker – prostřední sourozenec, nejstarší z bratrů. Je podobné povahy jako jeho zesnulý otec William, konzervativní republikán. Jako poslední akceptoval otevřené přiznání svého bratra Kevina k jeho sexuální orientaci - homosexualitě. Pracuje nejdříve v rodinné firmě Ojai Foods & Co., později s milenkou svého otce Holly zakládá vinařskou společnost Walker Landing a v poslední sérii se stává finančním ředitelem nejmenovaného baseballového týmu. Po odchodu své sestry Sarah z Ojai Foods se pokouší nelegálně vystrnadit Holly z rodinné firmy, díky čemuž utíká ze země do Mexika, kde se pokouší nalézt sám sebe a izoluje se od celé rodiny. Jeho ženou je Julia Ridgeová, se kterou má dvojčata Williama (umírá po porodu) a Elisabeth, a s níž se ve třetí sérii rozchází a následně rozvádí. V poslední sérii vyjde najevo jeho zasnoubení s Rose a společně se stěhují mimo Kalifornii. Výskyt: série 1-4 hlavní postava / série 5 hostující |
| Matthew Rhys      | Kevin Walker – předposlední potomek Nory a Williama, prostřední syn. Je otevřeným homosexuálem, což mu přináší mnoho problémů. Je úspěšným právníkem, později přechází pracovat do politického týmu svého švagra Roberta McCallistera i přes jejich vzájemné politické neshody. Po mnoha romantických až bouřlivých románcích uzavře registrované partnerství s milujícím Scottym Wandelem, se kterým si adoptují jižanskou holčičku Olivii; sám Kevin je biologickým otcem Daniela. Právě Scotty Kevina v mnoha věcech usměrňuje a mírní; kvůli své orientaci a názorům má Kevin často problémy věřit druhým osobám a vciťovat se do nich. Výskyt: série 1-5 hlavní postava |
| Dave Annable      | Justin Walker – nejmladší ze sourozenců, často se jimi i rodiči cítí příliš opatrován. Ze začátku je nezaměstnaný a závislý na drogách, prožívá těžké trauma ze svých zážitků během působení jako dobrovolník ve válce v Iráku. Podstupuje náročnou očisťovací kúru, ale přesto má někdy nutkání vrátit se do světa drog. Po těchto útrapách ale poznává lásku v podobě Rebecy Harperové, dcery otcovy milenky Holly, která byla brána jako Walkerovic nevlastní sourozenec (neprávem), s níž se zasnoubí a ožení, ale po opětovném odchodu do války a dalších psychických problémech i rozvádí. Na konci seriálu nejspíše opět naváže vztah se svou bývalou přítelkyní Tyler. Výskyt: série 1-5 hlavní postava |
| Ron Rifkin        | Saul Holden – (v seriálu oslovovaný většinou strýček Saul) bratr Nory Walkerové, strýc a blízký přítel Walkerovic sourozenců, další z pomyslných pojítek rodiny. Zpočátku přítel Williamovy milenky Holly, ale později se (především díky Kevinovi a Scottymu) přiznává k homosexualitě a v závěrečném dílu se zasnubuje se svým přítelem Jonathanem. Výskyt: série 1-5 hlavní postava |

### Ostatní důležité a vedlejší postavy
- Patricia Wettig | Holly Harperová - bývalá milenka zesnulého Williama Walkera, matka Rebeccy Harperové. Walkerovic rodině dělá po Williamově smrti velké obtíže, násilně se dostane do firmy Ojai Food, největší rozepře má s Norou a se Sarah. S Tommym později zakládá vinařskou společnost Walker Landing, po vážné autonehodě na konci 4. série ztrácí částečně paměť a se svou dcerou odjíždí žít do Chicaga.
Výskyt: série 1-5 hlavní postava
- Emily VanCamp | Rebecca Harperová - dcera Holly a jejího přítele Davida Caplana, jistou dobu pracuje jako šéfka reklamy v Ojai Food; nejdříve je brána jako Williamova nemanželská dcera a tím pádem nevlastní sestra Walkerovic sourozenců, po zjištění pravdy se provdá za Justina Walkera, se kterým se později rozvede a odejde žít do Chicaga.
Výskyt: série 1-4 hlavní postava / série 5 hostující
- Sarah Jane Morris | Julia Ridgeová - manželka Tommyho Walkera, učitelka. Je velice odvážná a statečná, pro Tommyho je velkou oporou. Po smrti jejich syna Williama začínají v manželství problémy a ve třetí sérii se Julia s Tommym rozvádí a odjíždí i s jejich dcerou Elisabeth žít za rodiči do Seattlu. Má velice kladný vztah se Sářiným manželem Joem, nejspíše proto, že (stejně jako ona) patří do rodiny pouze skrze sňatek; a později s Kevinovým partnerem Scottym.
Výskyt: série 1-3 hlavní postava / série 4 hostující
- John Pyper-Ferguson | Joe Whedon - první manžel Sarah Walkerové, otec Paige a Coopera, hudební skladatel, textař, učitel hry na kytaru; pohodový, otevřený, vtipný, milující manžel a otec. I přes maximální zlepšení jejich vztahu se (po aféře se Sářinou domnělou nevlastní sestrou Rebeccou) ve druhé sérii rozvádí. Joe se neustále snaží najít své místo v početné rodině Walkerů, díky čemuž se stává imunním vůči všem klepům, tajemstvím a hádkám jejich členů a tak i dobrým, někdy nechtěně naslouchajícím přítelem všech. Ve třetí sérii oznamuje, že si opět bere svou bývalou manželku Paulu, s níž má syna Gabriela.
Výskyt: série 1 hlavní postava / série 2-3 hostující
- Luke Macfarlane | Scotty Wandell - přítel Kevina Walkera, se kterým vstoupí do registrovaného partnerství. Je profesionálním kuchařem, se strýčkem Saulem zakládá vlastní vyhlášenou restauraci. Má komplikovaný vztah se svými rodiči, kteří odmítají akceptovat jeho sexuální orientaci, ale se členy Walkerovic rodiny vychází velmi dobře. Je adoptivním otcem Olivie (spolu s Kevinem).
- Robe Lowe | Robert McCallister - senátor za stát Kalifornie, kandidát na prezidenta Spojených států, manžel Kitty Walkerové (s níž má adoptivního syna Evana), bývalý manžel Courtney McCallisterové (dvě děti - Jack a Sophia). Jakožto úspěšná politická osoba je členy rodiny Walkerů obdivován a uznáván. V posledním díle 4. série umírá na následky vážné dopravní autonehody.
Výskyt: série 1 hostující / série 2-4 hlavní postava
- Luke Grimes | Ryan Lafferty - nemanželský syn zesnulého Williama Walkera a jeho bývalé milenky Connie Lafferty (také zesnulé). Nora se jej snaží zařadit mezi členy rodiny a všichni (kromě Rebeccy) se jí v tom snaží zabránit. Ryan je nakonec přijat jako pracovník v Ojai Food (na starosti si jej vezme strýček Saul), kde natropí (ovlivněn mužem z Williamovy minulosti - Dennisem Yorkem) mnoho nepříjemností, mj. znehodnotí zásoby nejdůležitějšího prodejního vína této společnosti, čímž dovede rodinnou firmu Walkerových k bankrotu a ke zrušení, kterému se snažili sourozenci od začátku zabránit. Hrozí mu zatčení, ale nakonec daruje rakovinou postižené Kitty kostní dřeň a zmizí ze života rodiny Walkerů.
Výskyt: série 3 hostující / série 4 hlavní postava
- Gilles Marini | Luc Laurent - francouzský přítel Sarah, se kterou se v závěrečném díle seriálu po několika komplikacích ožení. Je bývalým modelem spodního prádla, umělec - malíř.
- Tom Skerrit | William Walker - prakticky nejdůležitější osoba celého seriálu; jeho smrt odstartuje koloběh nejrůznějších událostí, které se řeší až do posledního dílu. Zesnulý manžel Nory Walkerové, otec všech Walkerovic sourozenců kromě Sarah (ta jej ale vždy jako otce brala).
Výskyt: série 1-4 hostující (pouze záběry vzpomínek jiných postav)

## Vysílání
| Řada | Díly | Premiéra v USA | Premiéra v USA  | Vydání na DVD  | Premiéra v ČR     | Premiéra v ČR      |
| Řada | Díly | První díl      | Poslední díl    | Vydání na DVD  | První díl         | Poslední díl       |
| ---- | ---- | -------------- | --------------- | -------------- | ----------------- | ------------------ |
| 1    | 23   | 24. září 2006  | 20. května 2007 | 18. září 2007  | 5. září 2010      | 21. listopadu 2010 |
| 2    | 16   | 30. září 2007  | 11. května 2008 | 30. září 2008  | 11. července 2012 | 24. října 2012     |
| 3    | 24   | 28. září 2008  | 10. května 2009 | 1. září 2009   | 31. října 2012    | 24. dubna 2013     |
| 4    | 24   | 27. září 2009  | 16. května 2010 | 31. října 2010 | 1. května 2013    | 10. října 2013     |
| 5    | 22   | 27. září 2010  | 8. května 2011  | 23. října 2011 | 17. října 2013    | 15. května 2014    |

V období let 2006 až 2011 odvysílala televize celkem pět řad seriálu. Počty dílů v jednotlivých řadách se lišily od 16 po 24, celkem tak vzniklo 109 dílů.